# Chota Nâgpur

Situation de l'écorégion de Chota Nâgpur.

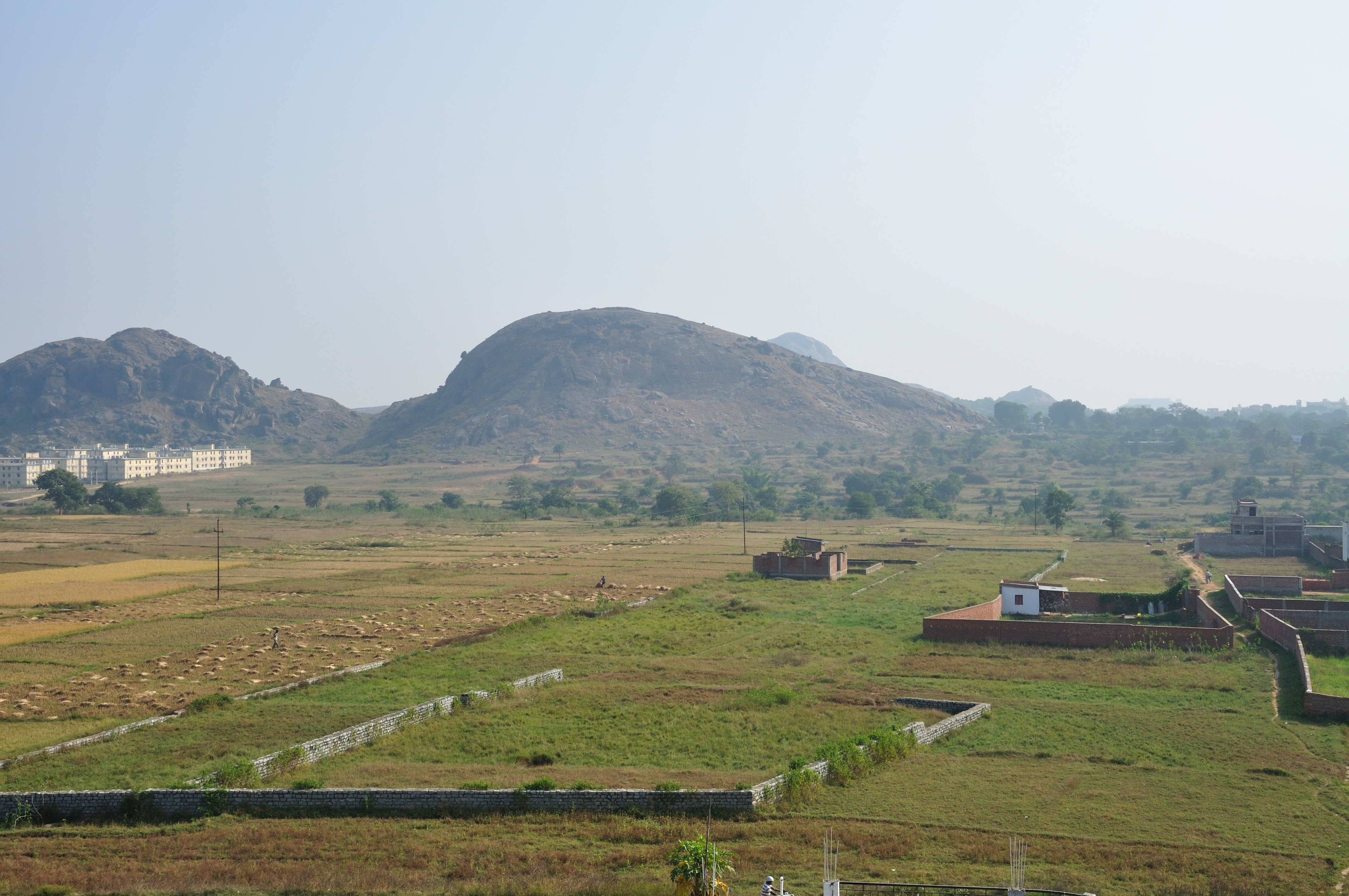
Paysage du Chota Nâgpur près de Ranchi.

Le Chota Nâgpur — orthographié aussi Chhota Nâgpur ou Chutia Nâgpur — est une région de plateaux de l'Inde orientale, d'environ 65 000 km², qui couvre la majeure partie de l'État du Jharkhand, ainsi que des parties de l'Orissa, du Bihar et du Chhattisgarh. La plaine du Gange s'étend au Nord et à l'Est de la région et le bassin de la Mahanadi la borde au Sud. Le Chota Nâgpur est constitué de trois plateaux, celui de Ranchi, le plus vaste et d'une altitude moyenne de 700 m, celui d'Hazaribagh et celui de Kodarma.
Composé de roches anciennes datant du Précambrien, le Chota Nâgpur est largement recouvert de forêts de sâla (Shorea robusta). Les filons de charbon de la région sont traités par les industries de la vallée de la Dâmodar.
Le Chota Nâgpur est l'un des derniers refuges indiens pour le tigre et l'éléphant d'Asie sauvage.